# Tetris Effect
Tetris Effect ist ein Puzzle-Videospiel des japanischen Spieleentwicklers Resonair, das 2018 zunächst für die PlayStation 4 erschienen ist. Es folgten Versionen für Microsoft Windows, Oculus Quest, Xbox One, Xbox Series und Nintendo Switch. Herausgeber ist Enhance Inc. Leitender Entwickler von Tetris Effect war Takashi Ishihara, der unter anderem auch als Schöpfer der audiovisuell experimentellen Spiele Rez, Lumines und Child of Eden bekannt ist. Das Spiel wurde von The Tetris Company lizenziert.

## Spielprinzip
Tetris Effect bedient sich des grundlegenden Spielprinzips von Tetris: Der Spieler muss die einzeln vom oberen Rand des Spielfelds herunterfallenden Steine in sieben geometrischen Variationen, Tetrominos genannt, in 90-Grad-Schritten drehen und verschieben, sodass sie am unteren Rand horizontale, möglichst lückenlose Reihen bilden. Sobald eine Reihe komplett ist, verschwindet sie. Alle darüberliegenden Reihen rücken nach unten und geben damit einen Teil des Spielfeldes wieder frei. Für das gleichzeitige Tilgen mehrerer Reihen erhält der Spieler eine höhere Punktzahl pro Reihe. Allerdings können im Vergleich zu dem Klassiker aus dem Jahr 1989 Tetrominos in eine Warteschlange geschoben werden, wenn der Spieler dies aus taktischen Gründen bevorzugt.
Der Entwickler Takashi Ishihara fügte dem Klassiker einige neue Spielmechaniken hinzu. So orientiert sich die Fallgeschwindigkeit der Steine an der untermalenden Musik. Außerdem gibt es noch den sogenannten Zonenmodus. Löst der Spieler Reihen auf, füllt sich ein Zonenmeter. Ist dieser voll, kann per Knopfdruck in den Zonenmodus gewechselt werden, indem die Zeit angehalten wird, keine neuen Steine fallen und der Spieler das Puzzle in Ruhe lösen kann. Das Spiel beinhaltet einen Abenteuer- sowie einen Effect-Modus. Im Abenteuer-Modus werden nach dem Erreichen von Vorgaben wie dem Abräumen einer bestimmten Anzahl an Reihen neue Level freigeschaltet. In den Szenarien des Effect-Modus sollen dagegen neue Highscores aufgestellt werden.
Auffällig ist der audiovisuelle Stil, der an die Spiele Rez und Lumines von Tetsuya Mizuguchi erinnert und „mit hypnotischen Visualisierungen, Animationen und Klängen einen Rausch aus Lichtern, Farben, Klängen und Formen erzeugt“.
In Tetris Effect gibt es eine versteckte Stage, welche nach dem Erreichen des Spieler-Levels 50 permanent freigeschaltet wird. Bei der sogenannten 1989-Stage handelt es sich um die Original-Game-Boy-Version mit der ursprünglichen Grafik und der dazugehörigen Musik aus dem Jahr 1989.

## Veröffentlichung
Tetris Effect erschien zunächst am 9. November 2018 für die PlayStation 4. Diese Version kann auch mit der PlayStation VR gespielt werden. Am 23. Juli 2019 folgte die Veröffentlichung einer Version für Microsoft Windows, die auch eine VR-Unterstützung für die Oculus Rift und HTC Vive enthielt. Ein Port auf die Oculus Quest folgte am 14. Mai 2020.
Mit Tetris Effect: Connected folgte am 10. November 2020 eine Fassung für Xbox One und Xbox Series, die um neue kooperative und kompetitive Mehrspielmodi ergänzt wurde. Diese Mehrspielermodi stehen dank eines kostenlosen Updates auch für PlayStation 4 bereit. Seit dem 8. Oktober 2021 gibt es zudem eine Version für die Nintendo Switch. Am 25. Februar 2022 gab der Entwickler bekannt, dass diese Version auch auf dem Steam Deck laufen wird.
Am 22. Februar 2023 erschien auch eine Version für PlayStation 5, die sich mit der PlayStation VR2 spielen lässt.

## Rezeption
Die Kritiken zur Veröffentlichung des Spiels waren überwiegend positiv. Bei Metacritic erlangt Tetris Effect eine Bewertung von 89/100 Punkten, basierend auf 45 Kritiken der internationalen Fachpresse. In den Bewertungen der Fachpresse wird besonders die ungewöhnliche Visualisierung hervorgehoben, die das bekannte Spielprinzip von Tetris zu einem intensiven, geradezu hypnotischen Erlebnis erhebt. Besonders die optionale Nutzung des Head-Mounted Displays von PlayStation VR sorgt dabei für eine starke Immersion und dem Abtauchen des Spielers in eine lebendige Klang- und Bildwelt. Die Computerspielewebsite Polygon spricht in dem Test zu  Tetris Effect  gar von einem perfekten Puzzle-Spiel. Als Kritikpunkt wird ein fehlender Mehrspieler-Modus angemerkt.

„Fazit: »Tetris' neues Leben als sensorische Ganzkörpermassage: Ein Fest aus Farben, Klängen und Formen, auf dem jeder ein Tänzchen wagen sollte.«“

„Fazit: »Das Spielprinzip entfaltet Tetris-typisch sofort Suchtpotenzial und die 15 Effekt-Modi bringen reichlich Variation in den Spielablauf. «“

„Fazit: »Wer gerne Tetris spielt, der findet mit Tetris Effect einen tollen Ableger für die Virtual Reality. Wer jedoch bereits das Original nicht leiden konnte, wird auch mit der Neuauflage nicht glücklich werden. Tetris Effect ist trotz diverser Specials ein recht klassisches Tetris-Spiel, was jedoch wenig Wünsche offen lässt.«“